# Wolfgang Hahn-Cremer
Wolfgang Hahn-Cremer (* 23. September 1948 in Lengerich; † 4. März 2006 in Bochum) war deutscher Medienberater und Politiker sowie lange Zeit Vorsitzender der Landesmedienkommission Nordrhein-Westfalen.
Hahn-Cremer machte 1969 sein Abitur in Ibbenbüren und studierte danach Theologie und Rechtswissenschaft. Von 1983 bis 1985 war er Juso-Landesvorsitzender in Nordrhein-Westfalen, von 1985 bis 1992 dann Mitglied des SPD-Landesvorstandes des Landes sowie von 1987 bis 2005 Mitglied der Medienkommission NRW, der er ab 1999 vorstand. Zudem hatte er den Posten des Geschäftsführers der LfM Nova GmbH vom Dezember 2005 bis zu seinem Tod inne.
Bis Dezember 2005 war Hahn-Cremer außerdem Vorsitzender des Aufsichtsrates der Filmstiftung NRW und bis zu seinem Tode Vorsitzender des Aufsichtsrates des Europäischen Zentrums für Medienkompetenz (ecmc) sowie des Bildungszentrums Bürgermedien.
Wolfgang Hahn-Cremer starb am 4. März 2006 in Bochum.

## Privater Hörfunk
In Nordrhein-Westfalen gilt Wolfgang Hahn-Cremer als ein Vater des privaten Hörfunks und des Zwei-Säulen-Modells. Auch die Einrichtung des Bürgerfunks als einer speziellen nordrhein-westfälischen Form des Offenen Kanals geht zu großen Teilen auf seine Initiative zurück.